# Odette Giuffrida
Odette Giuffrida (n. 12 octombrie 1994, Roma, Italia) este o sportivă ce a reprezentat Italia, medaliată olimpică. A participat la 2 ediții ale Jocurilor Olimpice (2016, 2020) în care a câștigat o medalie de argint și o medalie de bronz.